# متحف هيوستن للعلوم الطبيعية

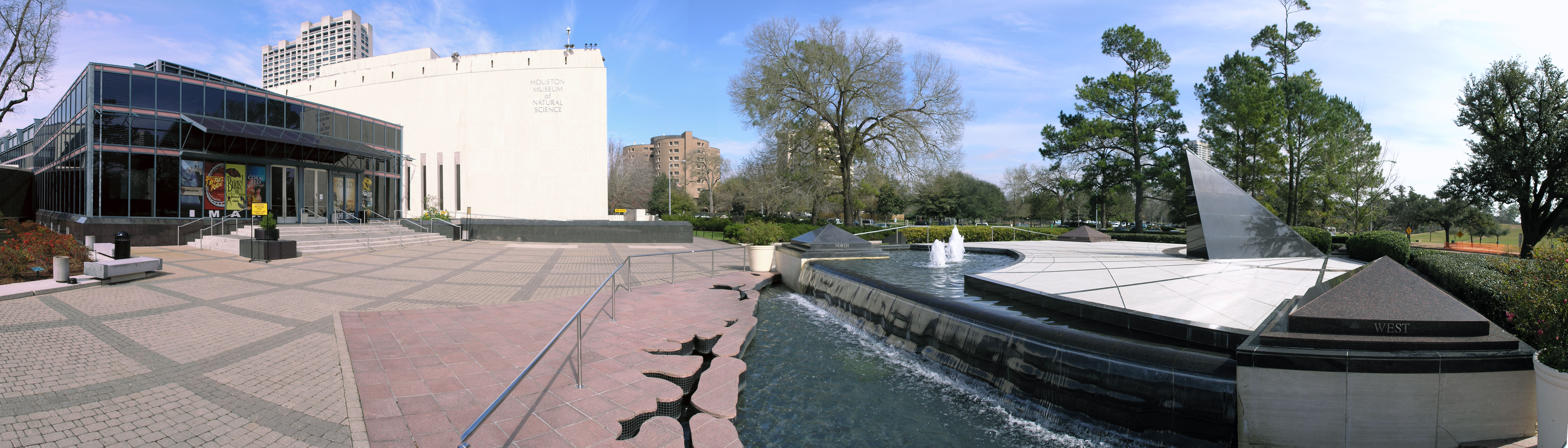
متحف هيوستن للعلوم الطبيعية

متحف هيوستن للعلوم الطبيعية هو متحف للعلوم يقع بالقرب من الحدود الشمالية لـ متنزه هيرمان في هيوستن ، تكساس ، الولايات المتحدة الأمريكية . تأسس المتحف عام 1909 من قبل متحف هيوستن والجمعية العلمية .

## معرض صور

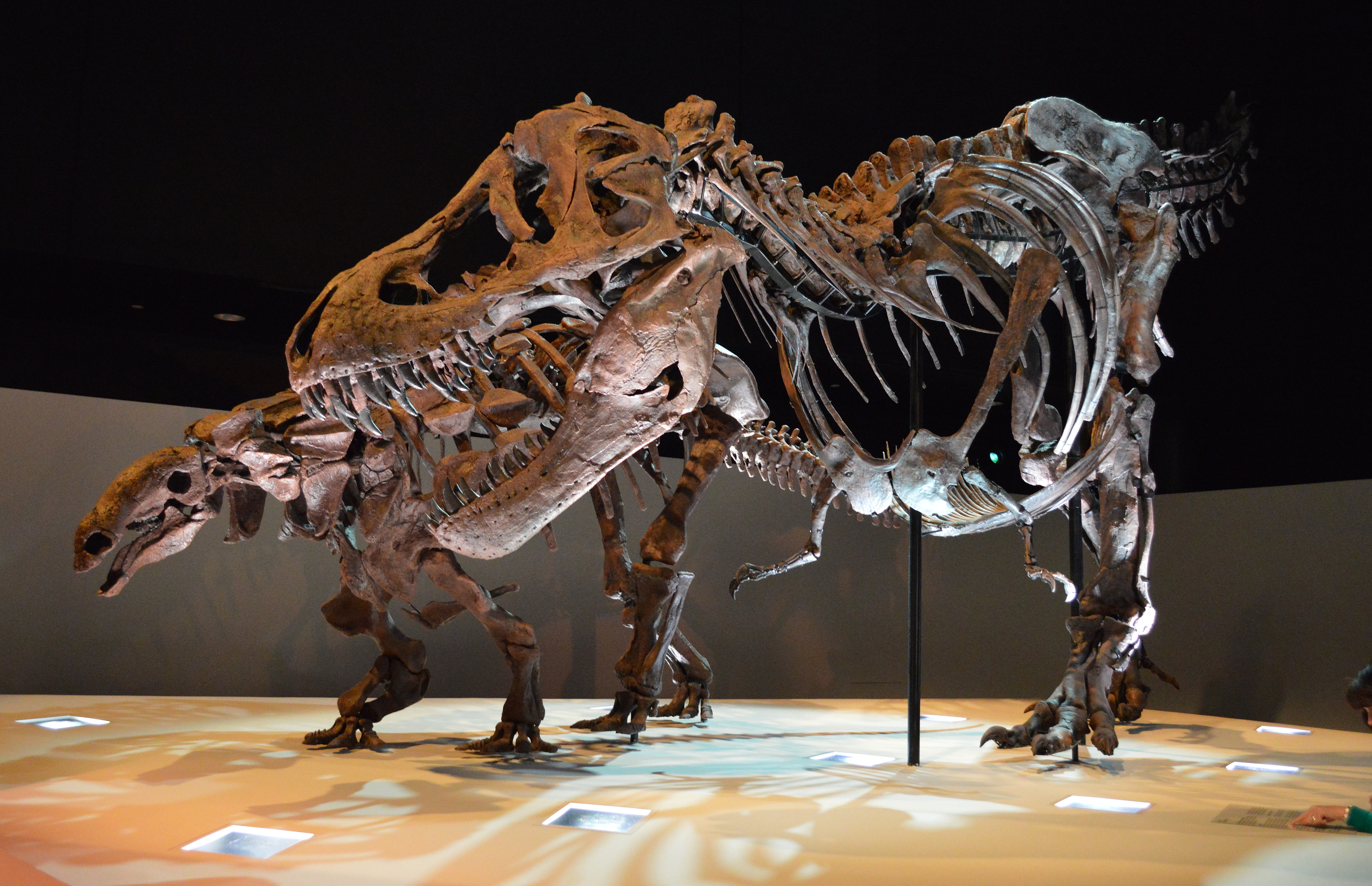
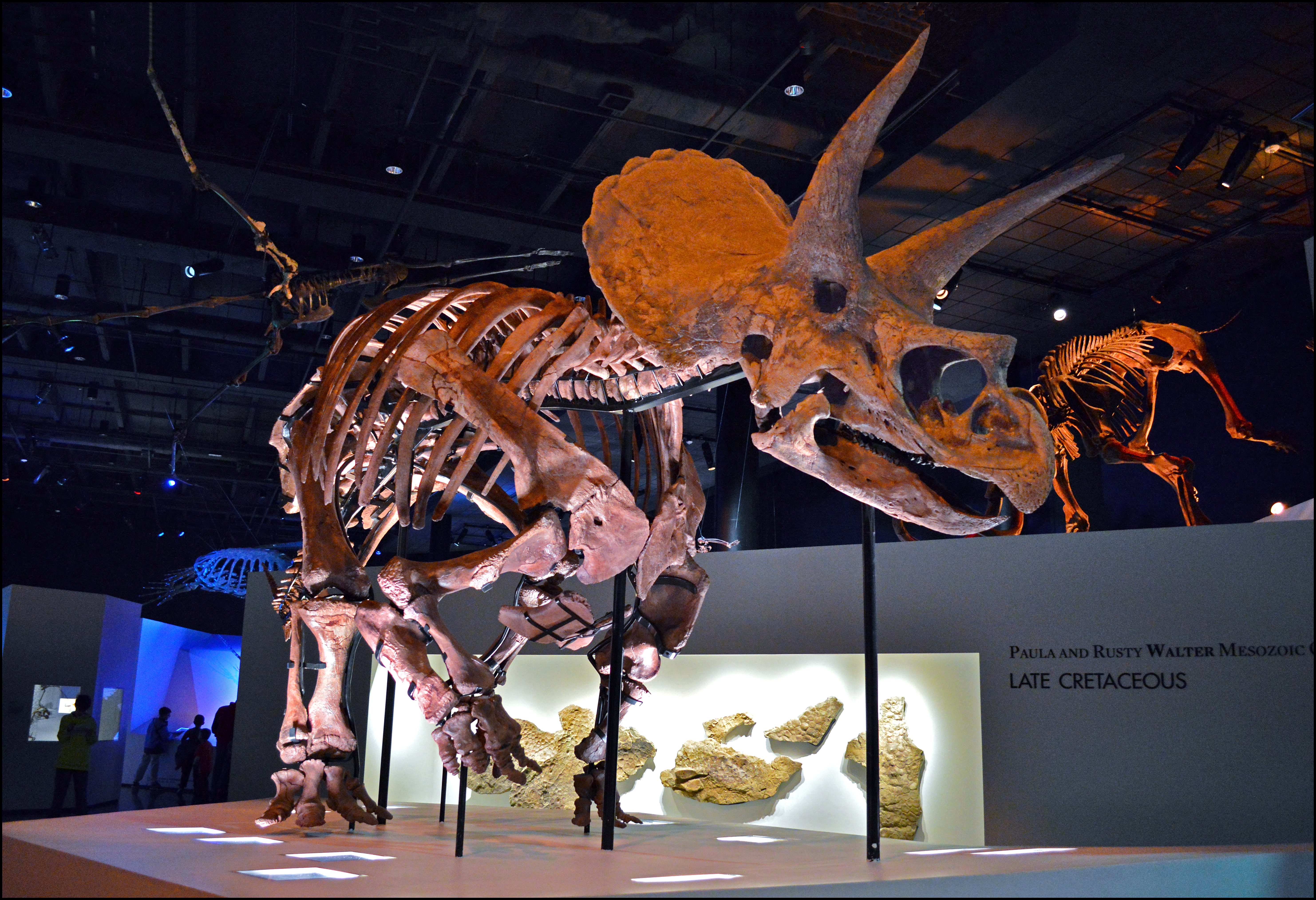
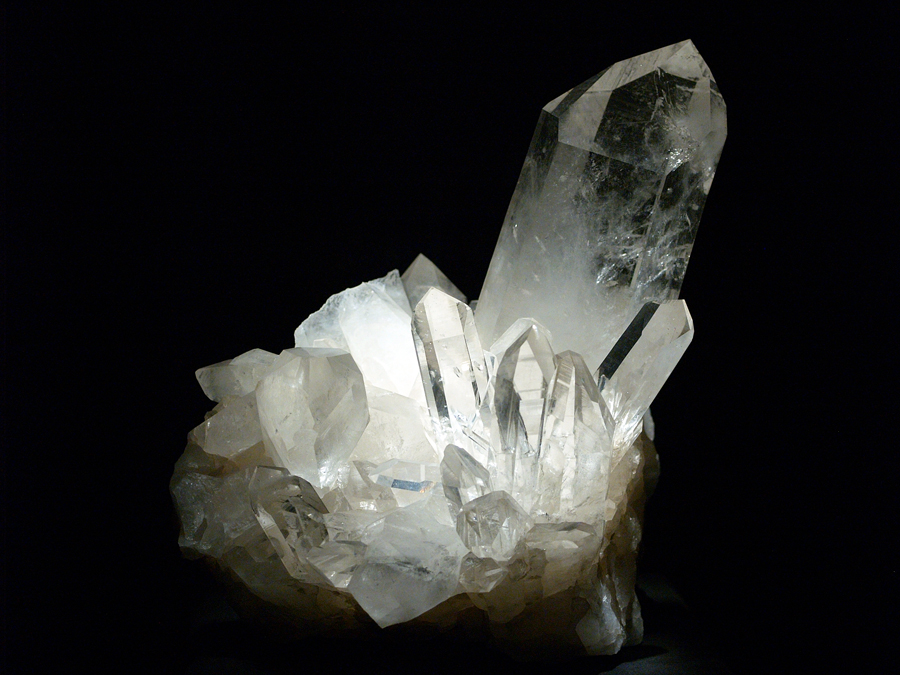
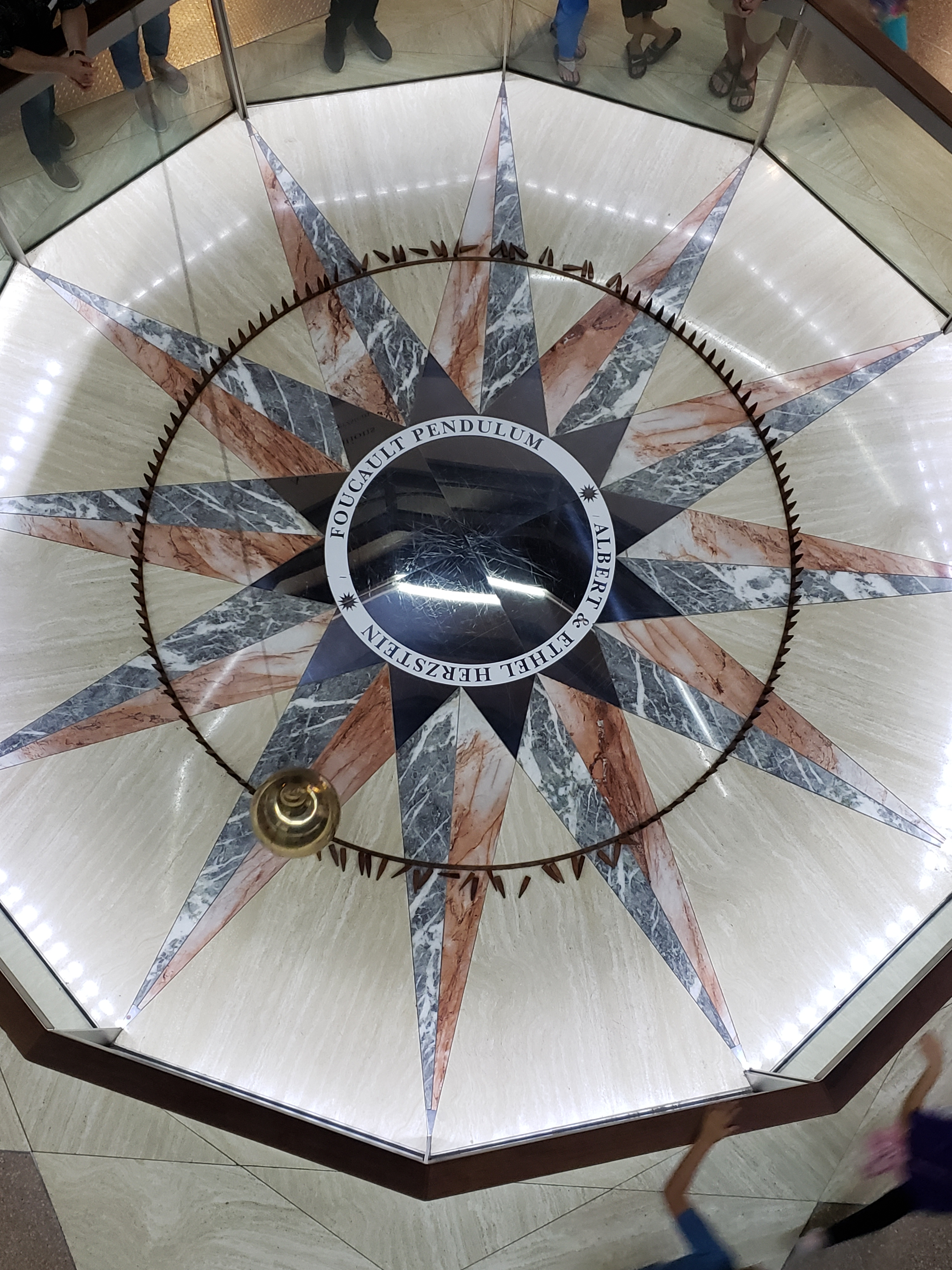